# Гірчичний соус

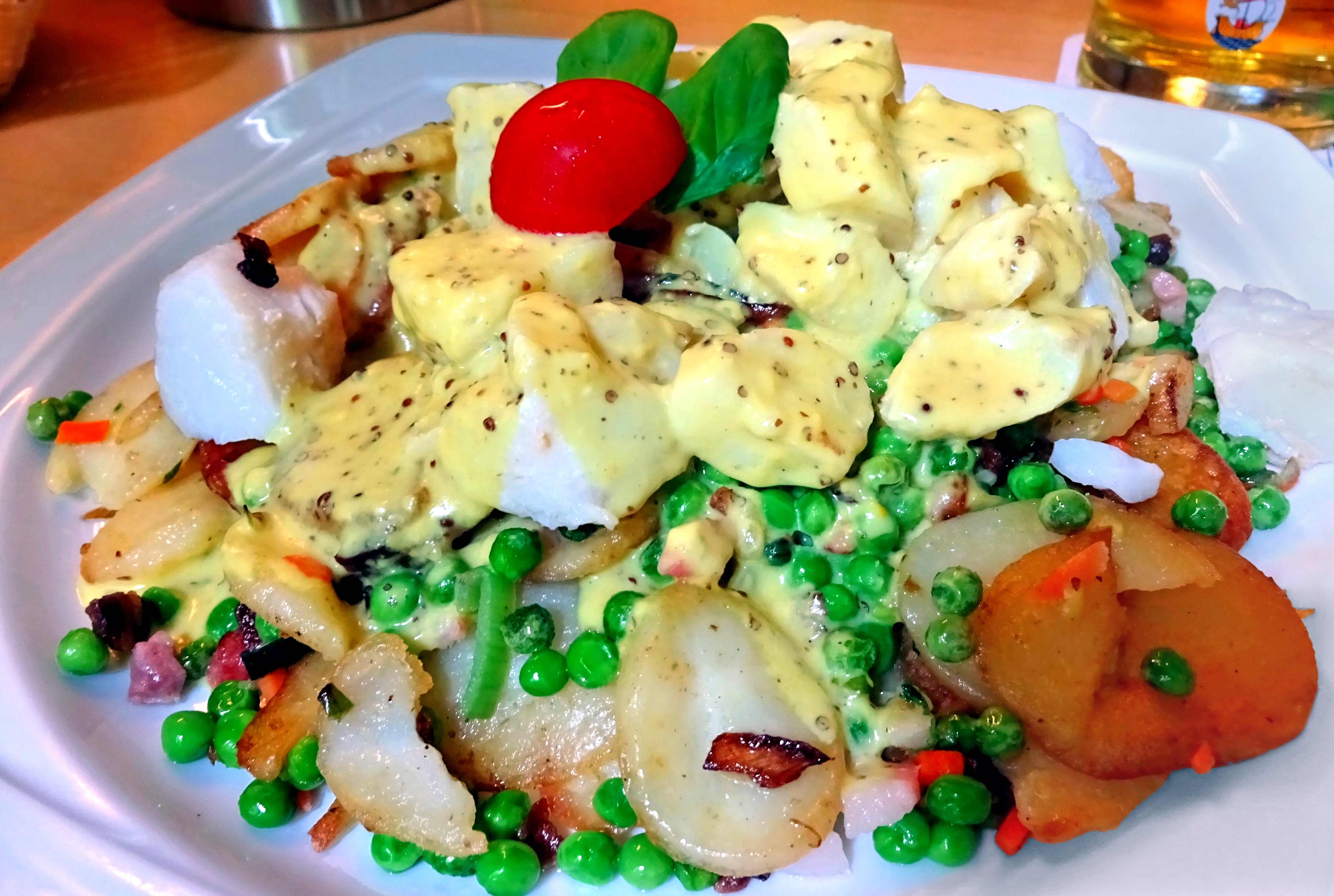
Фленсбурзький панфіш с соусом на основі діжонської гірчиці

Гірчичний соус (нім. Senfsauce, Mostrichsauce, фр. sauce moutarde, sauce à la moutarde) — загальна назва соусів на основі гірчиці, для приготування яких використовуються як столова гірчиця, так і гірчичний порошок. В німецькій кухні гірчичний соус подають до яловичини та риби. Тріска під гірчичним соусом була улюбленою стравою І. Канта. Гірчичний соус — невід'ємний інгредієнт популярної на сході Німеччини страви «яйця в гірчичному соусі».
У класичному рецепті припущену на вершковому маслі рубану цибулю посипають на сковороді борошном та підсмажують до золотистого кольору, потім додають рибний або м'ясний бульйон, проварюють і приправляють сіллю, перцем, цукром, оцтом або білим вином та великою кількістю гірчиці. Гірчичний соус також отримують з голландського соусу, до якого підмішують столову гірчицю.